# واين هندرسون (موسيقي)
واين هندرسون (بالإنجليزية: Wayne Henderson)‏ هو عازف جاز أمريكي، ولد في 24 سبتمبر 1939 في هيوستن في الولايات المتحدة، وتوفي في 5 أبريل 2014 في كولفر سيتي في الولايات المتحدة.

## وصلات خارجية
- واين هندرسون على موقع IMDb (الإنجليزية)
- واين هندرسون على موقع ميوزك برينز (الإنجليزية)
- واين هندرسون على موقع أول ميوزيك (الإنجليزية)
- واين هندرسون على موقع ديسكوغز (الإنجليزية)